# مار شب کالیفرنیا
مار شب کالیفرنیا (نام علمی: Hypsiglena torquata nuchalata) نام یک زیرگونه از گونه مار شب است.